# Онур Киврак
Ону́р Редже́п Кивра́к (тур. Onur Recep Kıvrak, нар. 1 січня 1988, Алашехір) — турецький футболіст, воротар клубу «Трабзонспор» та національної збірної Туреччини.

## Клубна кар'єра
Народився 1 січня 1988 року в місті Алашехір. Вихованець футбольної школи клубу «Ізмір Єшиловаспор».
У дорослому футболі дебютував 2004 року виступами за команду клубу «Каршияка», в якій провів чотири сезони, взявши участь лише у 18 матчах чемпіонату.
До складу клубу «Трабзонспор» приєднався 2008 року. Поступово став основним голкіпером команди з Трабзона, а згодом й її капітаном. Відтоді встиг відіграти за команду з Трабзона понад 100 матчів в національному чемпіонаті.

## Виступи за збірні
Протягом 2007—2008 років залучався до складу молодіжної збірної Туреччини. На молодіжному рівні зіграв у 9 офіційних матчах.
2010 року дебютував в офіційних матчах у складі національної збірної Туреччини. Наразі провів у формі головної команди країни 9 матчів.

## Титули і досягнення
- Володар Кубка Туреччини (1):

«Трабзонспор»: 2009-10
- Володар Суперкубка Туреччини (1):

«Трабзонспор»: 2010
Збірні
- Чемпіон Європи (U-17): 2005